# Vlado Perlemuter
Vlado Perlemuter (eigentlich Vladislas Perlemuter; * 26. Mai 1904 in Kowno, Russisches Kaiserreich; † 4. September 2002 in Neuilly-sur-Seine) war ein französischer Pianist jüdisch-polnischer Abstammung. Er lebte seit 1907 in Frankreich.

## Leben
Vladislas Perlemuter kam am 26. Mai 1904 in Kowno, dem damals zu Russland gehörenden heutigen Kaunas in Litauen, zur Welt. Sein Vater, Kantor und Rabbiner, emigrierte 1907 nach Paris. Vlado erhielt seinen ersten Musikunterricht bei Moritz Moszkowski, bevor er ins Pariser Konservatorium eintrat. Er wurde Schüler von Alfred Cortot, der ihn später mit Dinu Lipatti und Clara Haskil auf eine Stufe stellte, und finanzierte seine Ausbildung durch Stummfilmbegleitung. Von 1924 bis 1927 studierte er das Klavierwerk von Maurice Ravel. In der Folge wurde er zu Ravels begeistertem Anhänger, zu seinem jungen Freund und engen künstlerischen Vertrauten, ganz so wie Zino Francescatti für die Geige. Perlemuter wurde auch als großer Interpret der Werke Chopins und Mozarts angesehen, er war Jurymitglied des Internationalen Chopin-Wettbewerbs.
Während des Zweiten Weltkriegs lebte Perlemuter als Emigrant in der Schweiz. 1950 gab er erstmals nach Kriegsende wieder ein Konzert in Paris und unterrichtete von 1951 bis 1977 am Pariser Konservatorium. Zu seinen Schülern zählten namhafte Musiker wie Patrick O’Byrne, Michel Dalberto, Jacques Rouvier und Christian Zacharias. 1993 wurde er als Großoffizier der Ehrenlegion ausgezeichnet.